# Jim Rippey
Jim Rippey (* 5. November 1970 in Quincy, Kalifornien) ist ein US-amerikanischer Profi-Snowboardfahrer. Mittlerweile ist er auch in anderen Genres wie Base-Jumping, Motocross und Sky-Diving aktiv und erfolgreich.

## Leben
Schon als Kind fuhren Rippey's Eltern mit ihm zum Skifahren in den Norden Kaliforniens, wo er den Sport oft ausübte. Im Alter von 19 Jahren wechselte er schließlich zum Snowboard und fing in den Skizentren zu arbeiten an. Während er sich über Tag sein Geld mit Hilfsarbeiten bei den Liften verdiente, übte er sich bei Nacht im Snowboarden. Schon bald stieg er weltbesten Fahrern auf, erfand seinen eigenen Trick (Rippey Flip), designte eines der erfolgreichsten Snowboards aller Zeiten (Burton Rippey), hat eine eigene Spielfigurenreihe und gewann die größten Bewerbe des Sports.
2001 ließ Rippey erneut aufhorchen, als er den ersten Backflip auf einem Schneemobil durchführte und auch landen konnte. Dafür 2002 erhielt er den ESPN Feat of the Year-Preis, eine Art Ehrung, welche besonders waghalsige Manöver im Sport honoriert.
Heute ist Jim Rippey verheiratet und lebt mit seiner Frau Jennifer in Truckee, Kalifornien.

## Erfolge
- Sieger, Burton US Open 1997, Straight Jump
- Sieger, Air & Style Contest 1997, Innsbruck
- Sieger, Vans World Championships 1998, Straight Jump
- 3. Platz, X-Games 1998
- Sieger, Göteborg Megastar Contest 1998, Straight Jump
- Sieger, Vans Triple Crown, Snow Summit 2001
- Big Air (Straight Jump) Weltmeister 1998